# Valrossen Stena
Valrossen Stena var en valrosshona som sommaren 2022 efter en irrfärd i Östersjön dök upp i södra Finland och var den första av sitt slag att observeras i Finska viken. Den första observationen av Stena gjordes på en badstrand nära Fredrikhamns centrum fredagen den 15 juli 2022. Under veckoslutet förflyttade valrossen sig mot Kotka och simmade då i en fiskares ryssja och välte samtidigt dennes fiskebåt. Tisdagen den 19 juli befann sig Stena på en bakgård i Kotka när hon sövdes ner för transport till Högholmens sjukhus för vilda djur men dog under transporten. En obduktion utförd av Livsmedelsverket visade att valrossen Stena troligen avled på grund av svält. Den naturliga förekomsten av musslor som är valrossens huvudsakliga föda var i Finska viken inte tillräcklig. Valrossar lever vanligtvis i Arktiska havet.
Valrossens öde blev en följetong som dominerade det finländska medielandskapet i flera dagar, något som medieforskaren Tiina Räisä menade endast berodde på att det skedde under en period av nyhetstorka. Valrossen kommer att ställas ut på Naturhistoriska museet i Helsingfors.